# Lipecki terület
A Lipecki terület  (oroszul Липецкая область [Lipeckaja oblaszty]) az Oroszországi Föderációt alkotó jogalanyok egyike (szubjektum), önálló közigazgatási egység.  Lakossága 1 190 000 fő (2005), népsűrűsége 49 fő/km². Székhelye Lipeck.

## Természetföldrajz
Az európai országrész középső sávjában fekszik. Északon a Rjazanyi, keleten a Tambovi, délen a Voronyezsi és a Kurszki, nyugaton az Orjoli, északnyugaton a Tulai terület határolja. Területe 24 100 km². 

### Domborzat, vízrajz
A terület a Don felső szakaszának medencéjében, a Közép-orosz-hátság és az Oka–Don-alföld határán helyezkedik el. Kiterjedése észak-déli irányban 200 km, nyugat-keleti irányban 150 km. A nyugati, nagyobbik részen a Közép-orosz-hátság árkokkal erősen szabdalt, lankás vidéke húzódik, 220–260 m tengerszint feletti magasságokkal. A keleti rész lapos, kevéssé tagolt alföld (150–170 m), legalacsonyabb pontja délen a Don árterében mindössze 90 m.

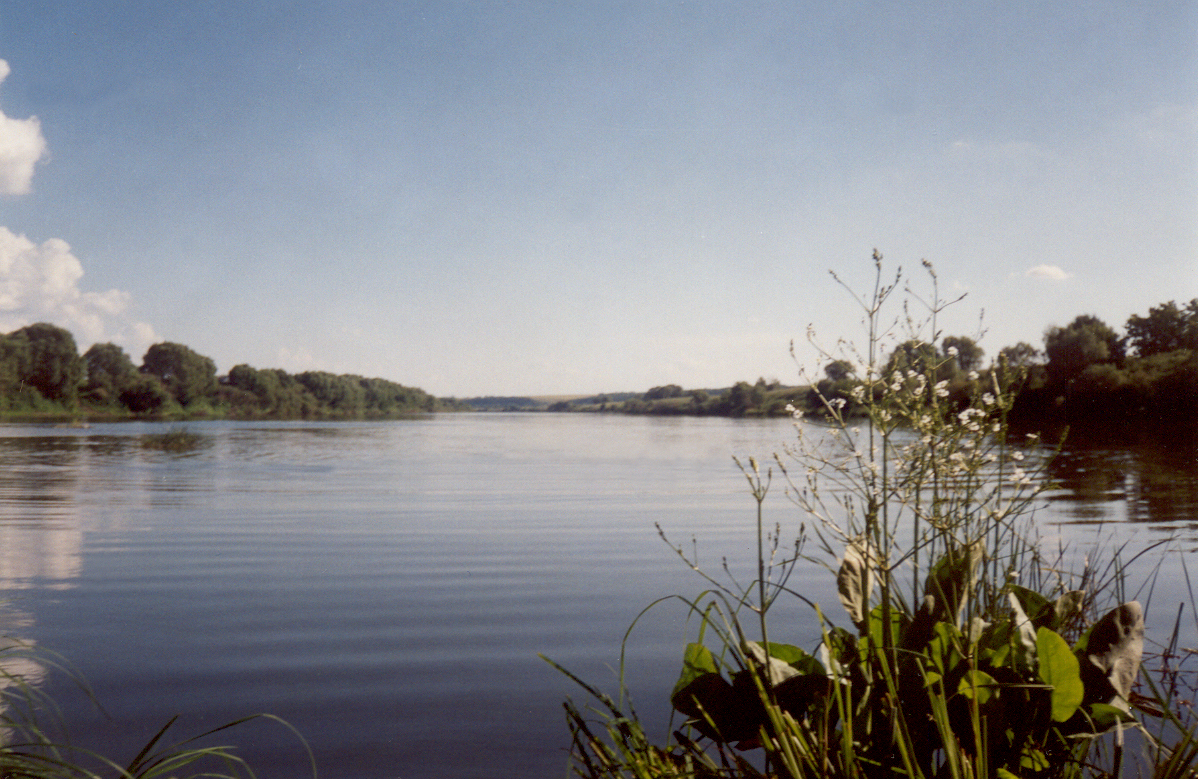
A Don Jelec városa mellett

Összesen 127 kisebb-nagyobb folyója van, melyek – egy északkeleti folyócska kivételével – mind a Don vízrendszeréhez tartoznak. Legnagyobb folyója, a Don észak-déli irányban folyik végig a területen. Nagyobb bal oldali mellékfolyói a Szoszna és a Kraszivaja Mecsa; a keleti vidék felszíni vizeit a Voronyezs-folyó és bal oldali mellékfolyója, a Matira gyűjti össze. A Matirán 1970-1976 között 40 km hosszú, átlag 1,3 km széles víztározó épült. A folyókon a tavaszi áradás többnyire március végén kezdődik és 50-60 napig is eltart, az év legnagyobb részében azonban vízállásuk alacsony.

### Ásványkincsek
Ásványkincsek tekintetében a terület viszonylag szegény. Jelentősek tőzegkészletei, valamint az építőipar és a cementgyártás alapanyagai: az agyag, a homok, a mészkő, a dolomit. Híresek Lipeck gyógyiszapjai és gyógyforrásai, melyeket 1871-ben fedeztek fel és 1803 óta hasznosítanak.

### Éghajlat
Éghajlata száraz, kontinentális. Az éves középhőmérséklet az északi részeken 4,5 °C, délen 5,5 °C. A januári középhőmérséklet –10 °C, a júliusé 20,9 °C. A csapadék mennyisége átlagosan 450–550 mm, nyugaton 70–100 mm-rel több, mint keleten. A legtöbb csapadék a nyári hónapokban esik (180–200 mm), a legkevesebb februárban. A tenyészidő 180-185 nap.

### Növény- és állatvilág
A terület az erdős sztyepp övezetbe tartozik, egy kisebb déli részén azonban már a sztyepp az uralkodó. Az összterület 7,6%-át borítja erdő. Uralkodó fafajták kb. 40-40%-ban a tölgy és az erdeifenyő, a további 20% főleg nyír, nyárfa, égerfa, jegenye, hársfa.
Az állatvilág elterjedt képviselői a vörös róka, a vaddisznó, az őz, a jávorszarvas, a mezei nyúl, a borz, a hermelin. A védett területeken különösen sok madárfaj, köztük vörös vércse, tarka harkály, fűzike, pinty, fürj, fogoly fordul elő.

### Természetvédelem
A Galicsja gora természetvédelmi terület (Galics hegye) Lipeck és Jelec városa között fekszik és hat különálló egységből áll. Először 1925-ben alakították ki, 1951-ben megszüntették, majd 1969-ben újra létrehozták. Az összesen 231 hektárnyi terület kb. fele rét, fele erdő. Ez Oroszország legkisebb természetvédelmi területe. Zömmel a Don jobb oldali, meredek partszakaszait, kiugró mészkőszikláit foglalja magában, számos reliktum növényfaj élőhelye.
A Lipecki területhez tartozik a Voronyezsi természetvédelmi terület északi része is, mely az Uszmanyi járás kivételesen szép fenyőerdőire terjed ki.

## Történelem
A Lipecki terület 1954. január 6-án lett először önálló közigazgatási egység. Korábban különböző részei más-más szomszédos kormányzósághoz tartoztak. A vidéket a 9-10. században már szláv népcsoportok lakták, településeiket a 13. századi mongol invázió során végigpusztították.
Legrégibb városa, Jelec első írásos említése 1146-ból való, várát számos esetben lerombolták, végül más várakkal együtt 1592-ben építették újjá. A moszkvai orosz állam határvidékén ugyanis a 16-17. században erődítmények sorát emelték a tatárok betörései ellen, ekkor vetették meg több itteni város – Dankov (1563), Lebegyany (1613), Ranenburg (1638, ma: Csapligin) – alapjait is. A Belgorodban kezdődő védővonalhoz tartozott többek között Szokolszk erődje, a mai Lipeck északi kerülete is.
A 18. század elejére a térség fokozatosan elveszítette katonai jelentőségét, I. (Nagy) Péter cár idején az állandó hadsereg igényeinek megfelelően a földeken len, kender termesztésébe fogtak, a század első évtizedében vasöntöde és néhány vasgyártó manufaktúra alakult. A környék legnagyobb városa Jelec volt, ide érkezett meg először a vasút (1868), itt nyitották meg az első bankot (1863), kórházai, iskolái működtek. A szovjet időszakban ipari központ lett, de Lipeck jelentősége az 1930-as években – különösen a kohászati művek megépítésével – egyre gyorsabban növekedett. Az egykor csak ásványvízéről, gyógyfürdőjéről ismert kis ipartelep éppen kohászatának köszönhette, hogy az 1954-ben megalakuló önálló közigazgatási egység székhelye lett.

## Népesség
A lakossága összlétszáma 1 190 000 fő (2005), ebből a városban lakók aránya 65%. A népsűrűség 49 fő/km².
Nemzetiségi összetétel a 2002-es népszámlálási adatok szerint (ezer fő): oroszok (1162,9);
ukránok (13,4); örmények (5,4); azeriek (3,4); cigányok (3,1); beloruszok (2,7);
tatárok (1,8); moldávok (1,3); németek (1,1); grúzok (1,0). (A többi nemzetiség 1000 fő alatt.)

### Városok
A legnagyobb városok és lélekszámuk 2005. január 1-jén (ezer fő):
- Lipeck – 503,1
- Jelec – 114,5
- Grjazi – 46,9
- Dankov – 22,6
- Lebegyany – 22,0
- Uszmany	– 9,6
- Csapligin	– 13,4
- Zadonszk	– 10,2

## Közigazgatás
A Lipecki terület élén a kormányzó áll.
- Oleg Petrovics Koroljov erdőmérnök, közgazdász: 1998-tól megszakítás nélkül, húsz éven át állt a Lipecki terület élén. A sorozatos kormányzócserék idején, 2018 őszén hivatali idejének lejárta előtt lemondott.
- Igor Georgijevics Artamonov: 2018. október 2. – Putyin elnök rendeletével a kormányzói feladatokat ellátó megbízott. Megbízatása a következő kormányzói választásig szól.[1]

A 2019. szeptember 8-i választáson kormányzóvá választották. Beiktatták hivatalába: szeptember 13-án.
2006 óta a Lipecki területen 331 helyi önkormányzat működik. Közülük 2 városi körzet (gorodszkoj okrug) és 18 járás (rajon), továbbá 6 városi község (gorodszkoje poszelenyije) és 305 (szelszkoje poszelenyije). A városi körzetek és a járások a következők:

### Városi körzetek

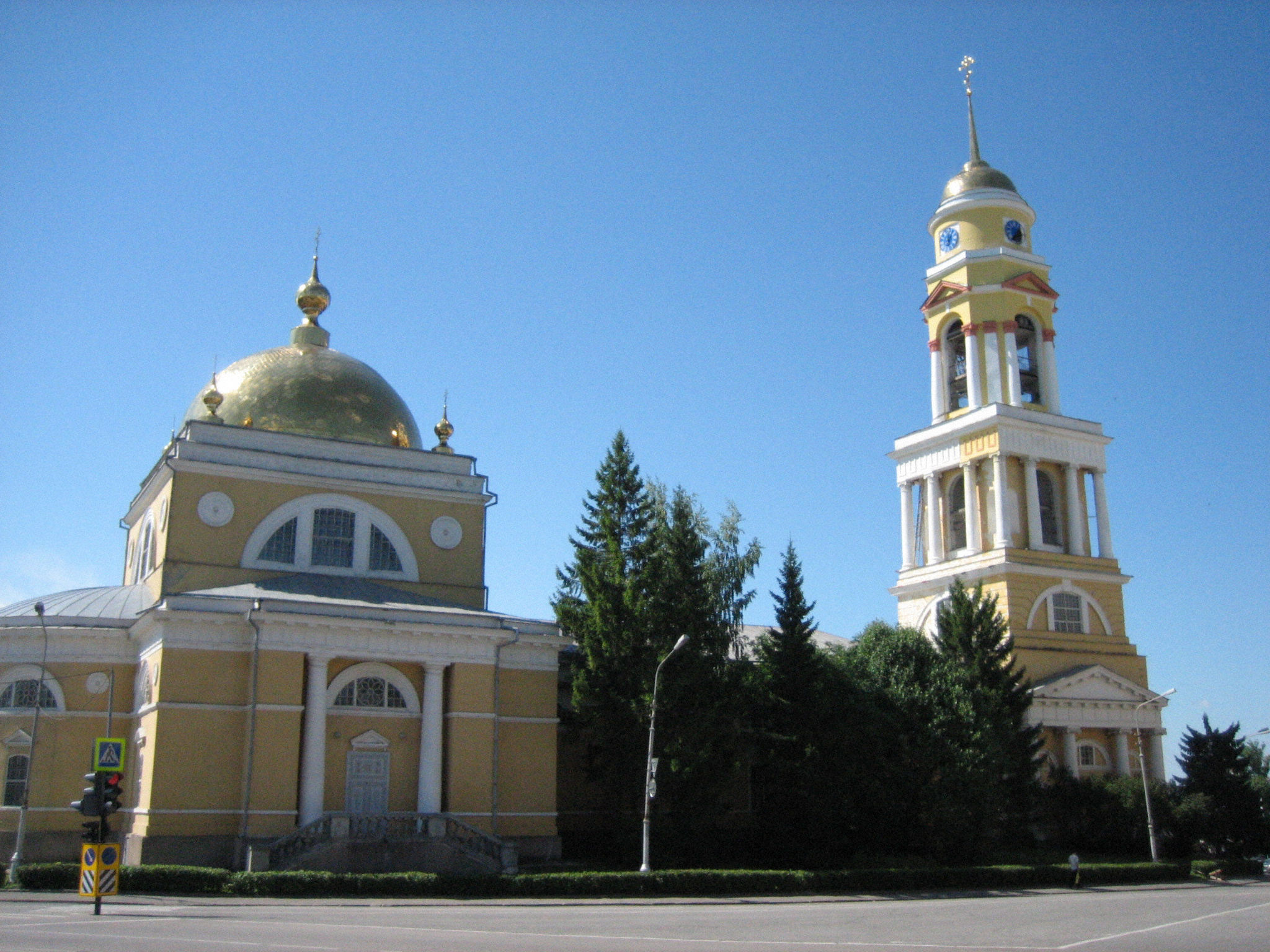
Lipeck katedrálisa

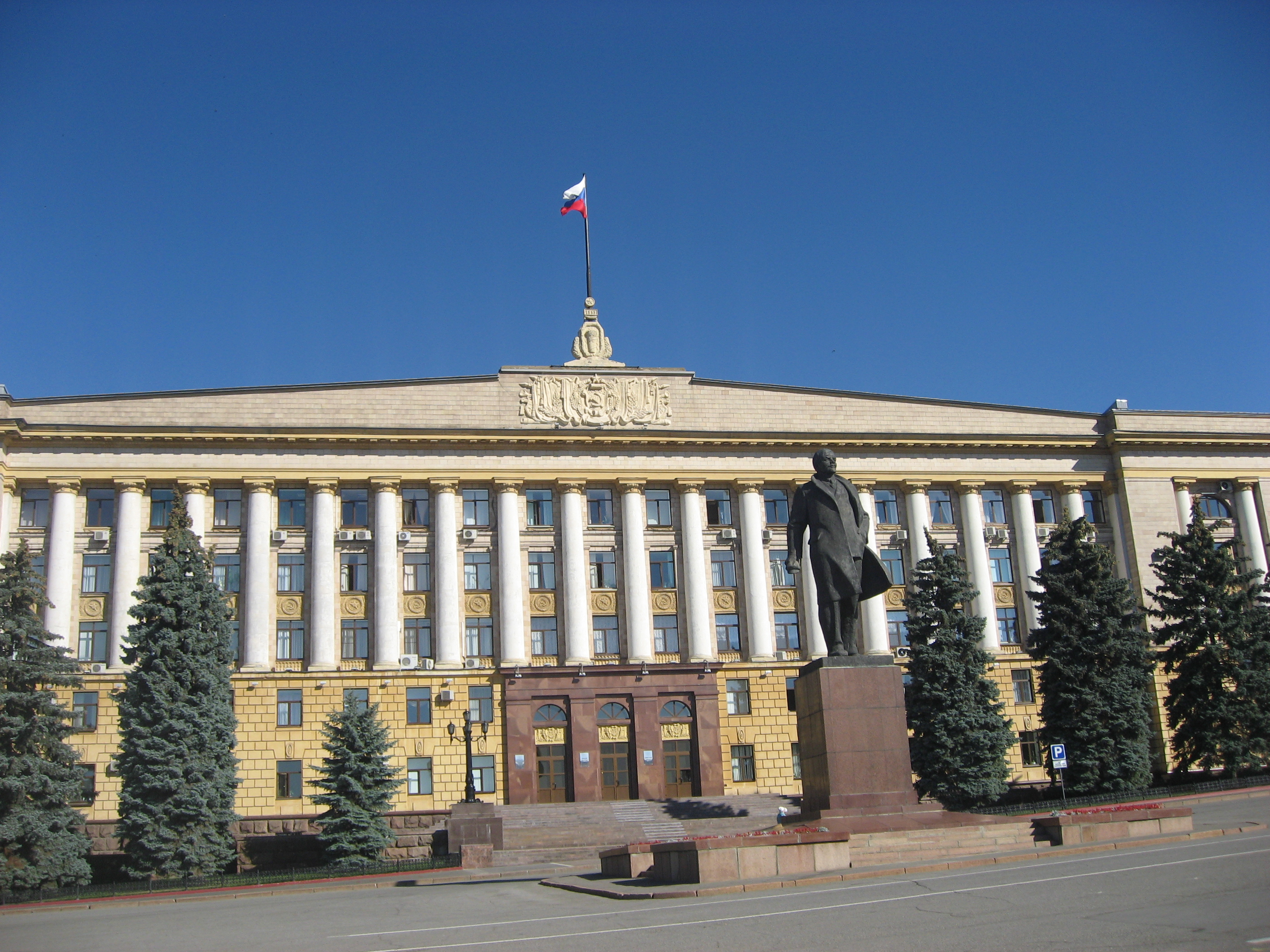
A területi adminisztráció épülete Lipeckben, előtte Lenin szobra

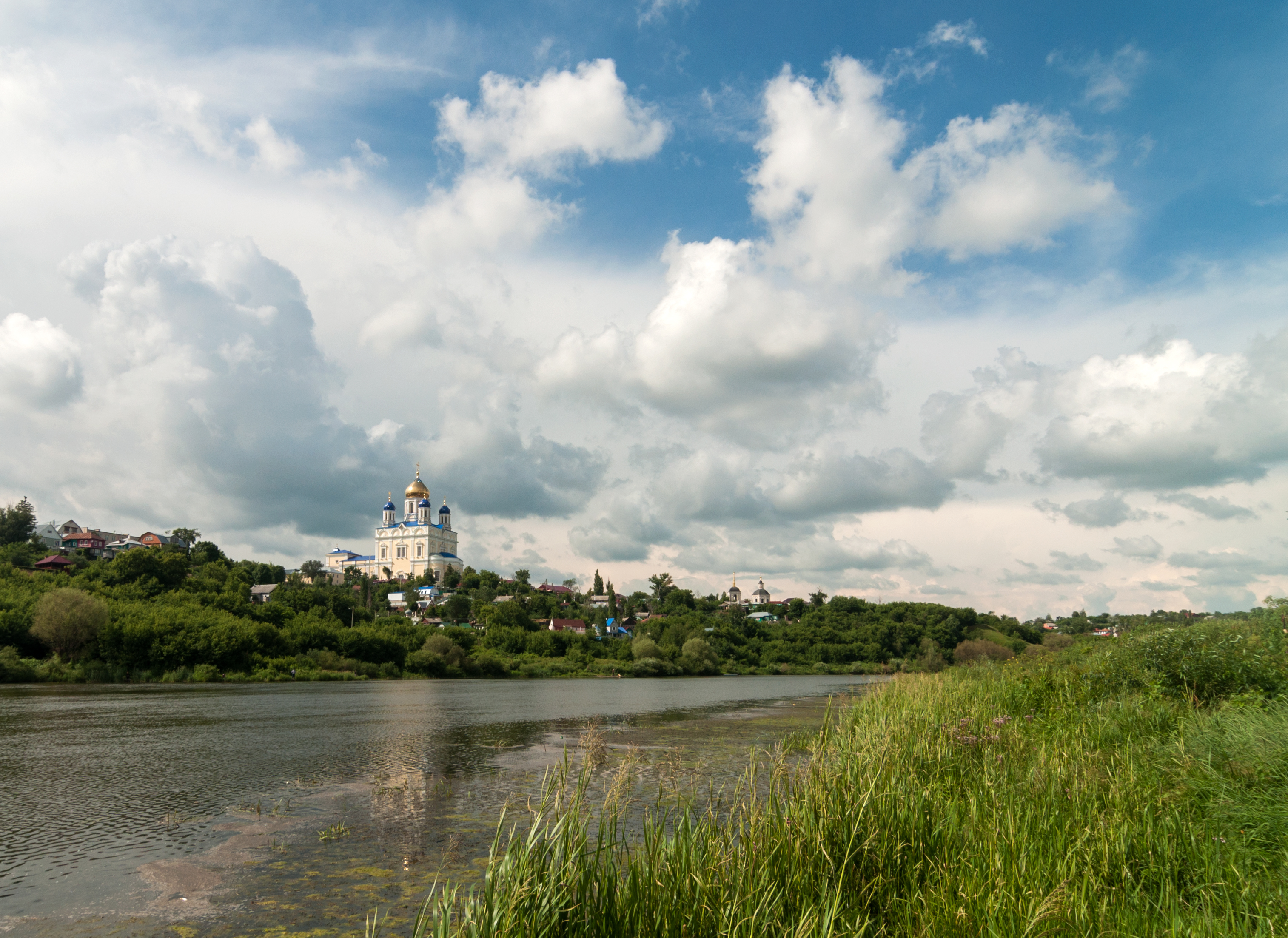
A Mennybemenetel-székesegyház Jelecben a Szoszna folyó mellett

- Lipeck városi körzet
- Jelec városi körzet

### Járások
A közigazgatási járások neve, székhelye és 2010. évi népességszáma az alábbi:
| Magyar név                         | Orosz név             | Székhely     | Lélekszám |
| ---------------------------------- | --------------------- | ------------ | --------- |
| Csapligini járás                   | Чаплыгинский район    | Csapligin    | 32 704    |
| Dankovi járás                      | Данковский район      | Dankov       | 35 468    |
| Dobrinkai járás                    | Добринский район      | Dobrinka     | 37 567    |
| Dobrojei járás                     | Добровский район      | Dobroje      | 24 228    |
| Dolgorukovói járás                 | Долгоруковский район  | Dolgorukovo  | 18 623    |
| Grjazi járás                       | Грязинский район      | Grjazi       | 75 159    |
| Hlevnojei járás                    | Хлевенский район      | Hlevnoje     | 20 208    |
| Izmalkovói járás                   | Измалковский район    | Izmalkovo    | 17 281    |
| Jeleci járás                       | Елецкий район         | Jelec        | 30 130    |
| Krasznojei járás (Lipecki terület) | Краснинский район     | Krasznoje    | 13 498    |
| Lebegyanyi járás                   | Лебедянский район     | Lebegyany    | 43 178    |
| Lev Tolsztoj-i járás               | Лев-Толстовский район | Lev Tolsztoj | 17 141    |
| Lipecki járás                      | Липецкий район        | Lipeck       | 49 258    |
| Sztanovojei járás                  | Становлянский район   | Sztanovoje   | 18 746    |
| Tyerbuni járás                     | Тербунский район      | Tyerbuni     | 22 536    |
| Uszmanyi járás                     | Усманский район       | Uszmany      | 50 906    |
| Volovói járás                      | Воловский район       | Volovo       | 14 632    |
| Zadonszki járás                    | Задонский район       | Zadonszk     | 34 959    |

## Gazdaság
Gazdasági szempontból a Lipecki terület az Oroszországi Föderáció Központi feketeföld övezetéhez tartozik. Az egy főre jutó ipari termelés kétszer akkora, mint az országos átlag. Az átlagosnál gyorsabban fejlődő gazdasága számottevő külföldi működő tőkét vonz.

### Mezőgazdaság
A terület 85%-át csernozjom talajok foglalják el; a legtermékenyebb talajok délkeleten és délnyugaton találhatók, közepes minőségűek csupán a Zadonszki járás egyes körzeteiben fordulnak elő. A talaj és az éghajlati viszonyok kedvezőek a mezőgazdaság számára, melynek vezető ágazata a szántóföldi növénytermesztés. Az összterület mintegy 81%-át mezőgazdasági rendeltetésű földek teszik ki, 80%-uk szántó, közel 12% gyümölcsös.
Általánosan elterjedt szántóföldi kultúrák a gabonafélék, ipari növények közül a cukorrépa és a napraforgó. Az újonnan létesített élelmiszeripari gyárak (cukorgyár, malátagyár) miatt várhatóan emelkedni fognak a cukorrépa és az árpa vetésterületei. Jelenleg 300-nál több mezőgazdasági vállalatot, kb. 1200 paraszt- (farmer-) gazdaságot és mintegy 200 ezer háztájit tartanak nyilván.

### Ipar
Az ipar legfontosabb ágazata a kohászat, melynek az ipari termelésen belüli részaránya az utóbbi években dinamikusan nőtt, miközben a gépiparé folyamatosan csökkent. Innen kerül ki az országban megtermelt acél 14%-a, az acél hengerelt áruk 16%-a. Az acélgyártásra települt a csőgyártás, valamint a szerszámgépek és a traktorok előállítása. Egy olasz nagyvállalat befektetésének köszönhetően gyorsan meghonosodott a háztartási fagyasztó- és hűtőgépek gyártása. Dinamikusan emelkedik az élelmiszeripar, ezen belül a konzervipar és a cukorgyártás (hat cukorgyár) teljesítménye. További fontos ágazatok: a vegyipar (gumi- és műanyagtermékek) és az építőanyagipar (cementgyártás).
Néhány meghatározó jelentőségű nagyvállalat:
- Novolipecki kohászati kombinát: különféle acélok és hengerelt acéláruk gyártása, az ország harmadik legnagyobb kohászati kombinátja.
- Lipecki traktorgyár; forgácsológépek gyára.
- „Stirol” fagyasztó- és hűtőgépek gyára. Egy nagyhírű olasz vállalat befektetéseként létrejött gyár, jelenleg innen kerül ki az országban előállított háztartási hűtőgépek 40%-a.
- Jelec: szivattyúk, orvosi készülékek gyártása; mészkőbányászat négy kőfejtőben.
- Lebegyany: nagy kapacitású zöldség- és gyümölcskonzervgyár, gyümölcs ivóleveit a központi országrész számos nagyvárosában ismerik.
- Tyerbuni falu körzetében kisebb gazdasági övezet alakult ki: 2003-ban nagy kapacitású, korszerű malátagyár kezdte meg működését, alapanyagot állítva elő a söripar számára. 2007 végére felépül a terület hetedik, legnagyobb és legkorszerűbb cukorgyára.

A központi kormány pályázatának és anyagi támogatásának elnyerésével megkezdődött egy különleges gazdasági övezet létrehozása. A jelentős adó- és egyéb kedvezményeket biztosító, infrastrukturális fejlesztéseket is kilátásba helyező program célja nagy külföldi befektetők megnyerése, korszerű technológiákkal rendelkező ipari bázis kialakítása. A „Kazinka” (később „Lipeck”) nevű ipari park kiépítését a Lipeck és Grjazi város közötti 1027 hektárnyi területen 2006 nyarán kezdték meg, és az övezetet az első lépcsőben 2008 januárjában nyitották meg.

### Közlekedés

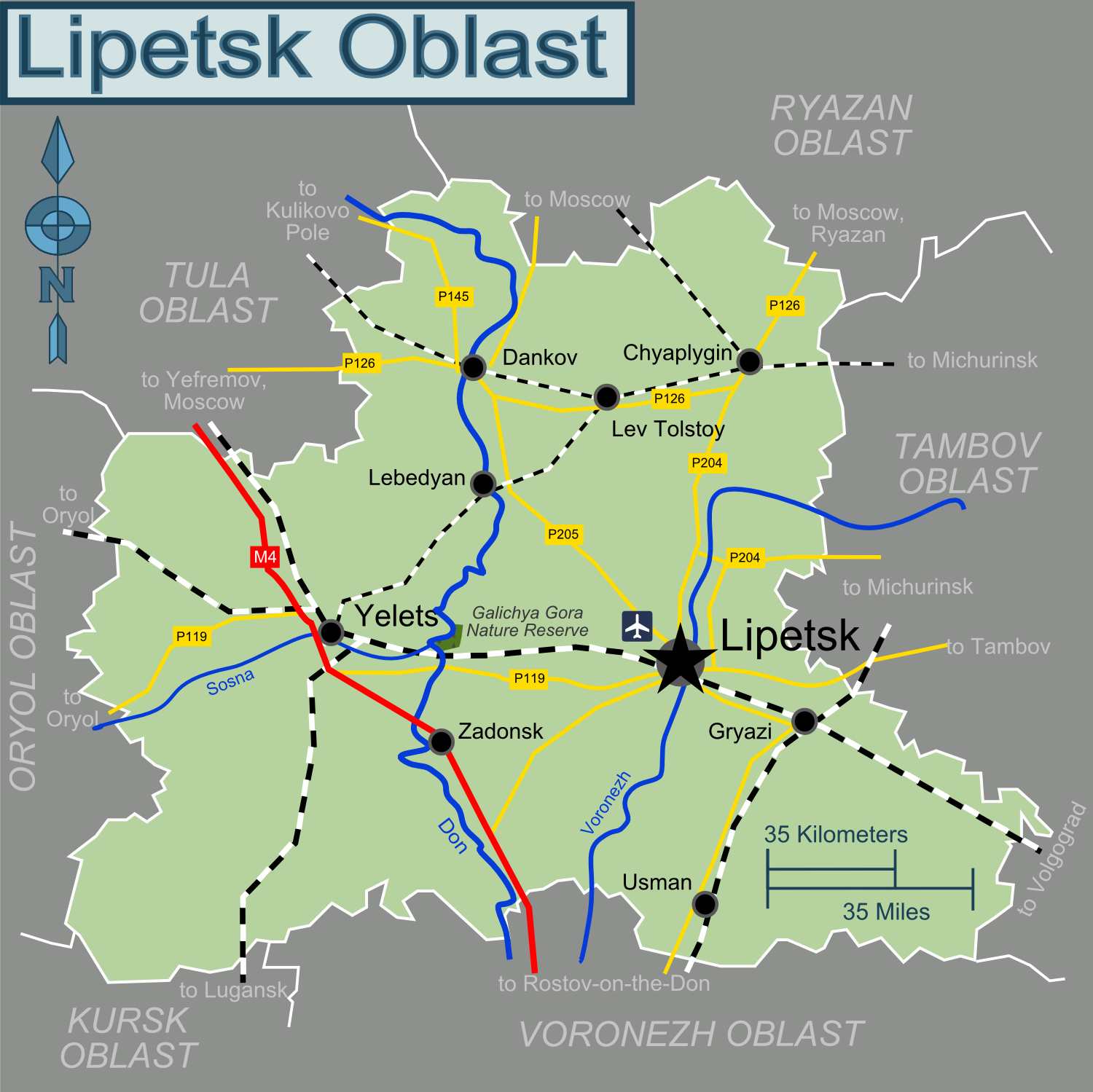
A Lipecki terület főbb városai és útvonalai

A közúti és vasúti hálózat fejlett, a vasútvonalak hossza összesen közel 800 km (2003). Ez az Oroszországi Föderáció hetedik legsűrűbb vasút- és úthálózatával rendelkező régiója. Országos jelentőségű vasúti fővonalai észak-déli irányban Moszkva és Rosztov-na-Donu, nyugat-keleti irányban Brjanszk és Volgográd között (Orjol-Jelec-Lipecken át) vezetnek. Legfontosabb autóútja az M4-es („Don”), mely Moszkvából Rosztovon keresztül a Fekete-tenger partján fekvő Novorosszijszk városáig vezet.
A folyami hajózás lehetőségei csekélyek. A Don itt mindössze 39 km-en át hajózható; a Voronyezs-folyó elvileg 80 km-en át, Lipeckig, ám rendszeres hajózás gyakorlatilag egyik folyón sincs. Lipeck repülőtere ( a várostól 11 km-re) kicsi és korszerűtlen. A különleges gazdasági övezet kialakítása miatt várható mind a repülőtér, mind a közutak korszerűsítése, a városokat elkerülő útgyűrűk megépítése.

## Külső hivatkozások
- A Lipecki terület hivatalos honlapja Archiválva 2007. április 3-i dátummal a Wayback Machine-ben (oroszul)
- A Lipecki terület térképe Archiválva 2011. december 11-i dátummal a Wayback Machine-ben
- Általános ismertető a régióról (orosz nyelven). Orosz Földrajzi Társaság. (Hozzáférés: 2011. december 8.)
- Szergej Ivanov nyitotta meg a különleges gazdasági övezetet (orosz nyelven). Lipetsknews.ru, 2008. január 25. [2013. július 30-i dátummal az eredetiből archiválva]. (Hozzáférés: 2011. december 8.)